# 布里韦河
布里韦河（法語：Brivet，法語發音：[bʁivɛ]）是法国卢瓦尔河地区大区大西洋卢瓦尔省的河流，是卢瓦尔河的右支流，长33.8千米，发源自德雷费阿克和布里韦河畔圣安娜之间，于圣纳泽尔流入卢瓦尔河。